# Xiedai
Xiedai (kinesiska: 协代, 协代苏木) är en socken i Kina. Den ligger i den autonoma regionen Inre Mongoliet, i den norra delen av landet, omkring 990 kilometer öster om regionhuvudstaden Hohhot. Antalet invånare är 13209. Befolkningen består av 6 413 kvinnor och 6 796 män. Barn under 15 år utgör 20,0 %, vuxna 15-64 år 74 %, och äldre över 65 år 4,0 %.
Genomsnittlig årsnederbörd är 699 millimeter. Den regnigaste månaden är juli, med i genomsnitt 149 mm nederbörd, och den torraste är januari, med 6 mm nederbörd.